# Rainbow-klass
Rainbow-klassen eller R-klassen var en klass av fyra ubåtar som byggdes för Royal Navy i början av 1930-talet.

## Design och beskrivning
Ubåtarna i Rainbow-klassen utformades som förbättrade versioner av Parthian-klassen och var avsedda för långdistansoperationer i Fjärran Östern. Ubåtarna hade en total längd på 87,5 meter, en bredd på 9,1 meter och ett djupgående 4,2 meter. De hade ett deplacement på 1 772 ton på ytan och 2 030 ton under vattnet. Ubåtarna i Rainbow-klassen hade en besättning på 56 officerare och sjömän. De hade ett dykdjup på 91,4 meter.
I ytläge drevs ubåtarna av två dieselmotorer på 2 200 shp (1 641 kW) som vardera drev en propelleraxel. När de var i undervattensläge drevs varje propeller av en 660 hästkrafter (492 kW) stark elmotor. De kunde nå 17,5 knop (32,4 km/h) på ytan och 9 knop (17 km/h) under vattnet. På ytan hade båtarna en räckvidd på 7 050 nautiska mil (13 060 km) vid 9,2 knop (17,0 km/h) och 62 nmi (115 km) vid 4 knop (7,4 km/h) under vatten.
Båtarna var beväpnade med sex 53,3 cm torpedtuber i fören och ytterligare två i aktern. De hade sex extra torpeder med sig, vilket gav totalt fjorton torpeder. De var också beväpnade med en QF 4,7-tums (12 cm) Mark IX däckskanon.

## Ubåtar i klassen
Sex båtar planerades, men ekonomiska överväganden ledde till att de planerade båtarna HMS Royalist och HMS Rupert ställdes in.
| Namn    | Varv                       | Sjösatt      | Öde                                                                      |
| ------- | -------------------------- | ------------ | ------------------------------------------------------------------------ |
| Rainbow | Chatham Dockyard           | 14 maj 1930  | Sänkt 4 oktober 1940 med det italienska handelsfartyget Antonietta Costa |
| Regent  | Vickers, Barrow in Furness | 11 juni 1930 | Sänkt 18 april 1943 av en sjömina utanför Barletta, Italien              |
| Regulus | Vickers, Barrow in Furness | 11 juni 1930 | Sänkt 6 december 1940 av en sjömina nära Taranto, Italien                |
| Rover   | Vickers, Barrow in Furness | 11 juni 1930 | Skrotad 1946                                                             |